# 延斯·克尼普許爾德
延斯·克尼普許爾德（德語：Jens Knippschild，1975年2月15日—），德國職業網球運動員（1992年—2010年），最高單打排名為世界第76，現已退役。
克尼普許爾德在美國紐波特闖進決賽，結果以6-7, 3-6不敵荷蘭選手彼得·維塞爾斯。
另外曾在瑞典巴斯塔德和羅馬尼亞布加勒斯特，獲得兩座雙打冠軍。

## 生涯統計

### 單打亞軍 (1)
| 次數 | 日期          | 巡迴賽     | 場地 | 決賽對手      | 比分     |
| 1.   | 2000年7月17日 | 美國紐波特 | 草地 | 彼得·維塞爾斯 | 7-6, 6-3 |

## 外部連結
- 延斯·克尼普許爾德（英文/西班牙文）的官方資料
- 延斯·克尼普許爾德的國際網球總會 職業／青少年 官方資料（英文）
- 延斯·克尼普許爾德的官方資料（英文）